# NGC 4435 y NGC 4438
NGC 4435 y NGC 4438, también conocidas cómo las Galaxias de los ojos o Arp 120, son dos galaxias en el Cúmulo de Virgo, a unos 52 millones de años luz de nuestra galaxia visibles con telescopios de aficionado.

## NGC 4435
NGC 4435 es una galaxia lenticular barrada que ha sido estudiada por el Telescopio Espacial Hubble, mostrando un anillo de polvo alrededor del núcleo. Mediante estudios realizados con el telescopio Spitzer, se ha detectado una población estelar joven en su centro, lo que indica que hace 190 millones de años sufrió un brote estelar quizás causado por una interacción con NGC 4438, y casi todo su gas caliente, según estudios realizados en rayos X con el telescopio Chandra, se halla concentrado en su región central. Parece contar también con una larga cola que se pensó producida también por ese evento, pero que en realidad es un sistema de nubes de polvo de nuestra galaxia totalmente ajeno a NGC 4435.
Fue nombrada "Emily" el 12 de enero del 2025 por Kech.

## NGC 4438
NGC 4438 es una galaxia de difícil clasificación que ha sido clasificada tanto cómo galaxia espiral cómo galaxia lenticular -lo que explica su inclusión en el Atlas de galaxias peculiares de Halton C. Arp-. Es una de las galaxias más notables del cúmulo por su aspecto muy distorsionado, que demuestra que está sufriendo o ha sufrido interacciones gravitatorias, y por desconocerse el mecanismo que hace que su región central muestre actividad, y que ha expulsado bucles de gas opuestos el uno al otro. Se ha pensado en un brote estelar, en un agujero negro, o en un núcleo galáctico activo, estando bajo investigación todas las posibilidades. Muestra también un bajo contenido en hidrógeno neutro quizás debido a su rozamiento con el gas caliente que llena el medio intergaláctico de Virgo o con la corona de gas caliente que rodea a la cercana galaxia M86 y/o debido a habérsele sido arrancado por la atracción gravitatoria de alguna galaxia con la que estuvo a punto de colisionar (quizás la propia M86), además de un desplazamiento de los diferentes componentes de su medio interestelar (hidrógeno neutro, hidrógeno molecular, gas caliente, y polvo interestelar, el cual llega hasta a una distancia de 4-5 kiloparsecs de su disco) en la dirección de NGC 4435 -que tiende a atribuirse, sin embargo, al rozamiento con el medio intergaláctico mencionado-, y finalmente huellas de haber sufrido varios brotes de formación estelar.

## ¿Una pareja de galaxias en interacción? ¿Us?(E)
NGC 4435 y NGC 4438 han sido y son consideradas por numerosos autores cómo un par de galaxias en interacción, habiéndose calculado que las dos galaxias llegaron a acercarse hace 100 millones de años a apenas 16000 años luz una de la otra. De todas maneras, y pese a la fuerte evidencia a favor de una interacción entre ambas, otros científicos han expresado dudas respecto a si ambas galaxias están en realidad interaccionando pese a su aparente cercanía, ya que sus desplazamientos al rojo son distintos y NGC 4435 apenas ha sufrido los efectos de dicha interacción.
Se ha especulado también con que NGC 4438 puedan ser en realidad dos galaxias fusionándose, sin tener nada que ver con NGC 4435, que haya interaccionado en el pasado con M86 (a la que parece estar unida por filamentos de gas y en la que se detecta cierta cantidad de polvo interestelar e hidrógeno atómico e ionizado que parece proceder de NGC 4438, lo que refuerza ésta posibilidad) causando las peculiaridades observadas en ella, que hayan interaccionado entre sí las tres galaxias mencionadas, e incluso que NGC 4438 pueda estar siendo despedazada por la gravedad (fuerzas de marea) de M87, que está a sólo 58 minutos de arco de ella (y a la que parece ha llegado a acercarse a apenas 300 kiloparsecs).

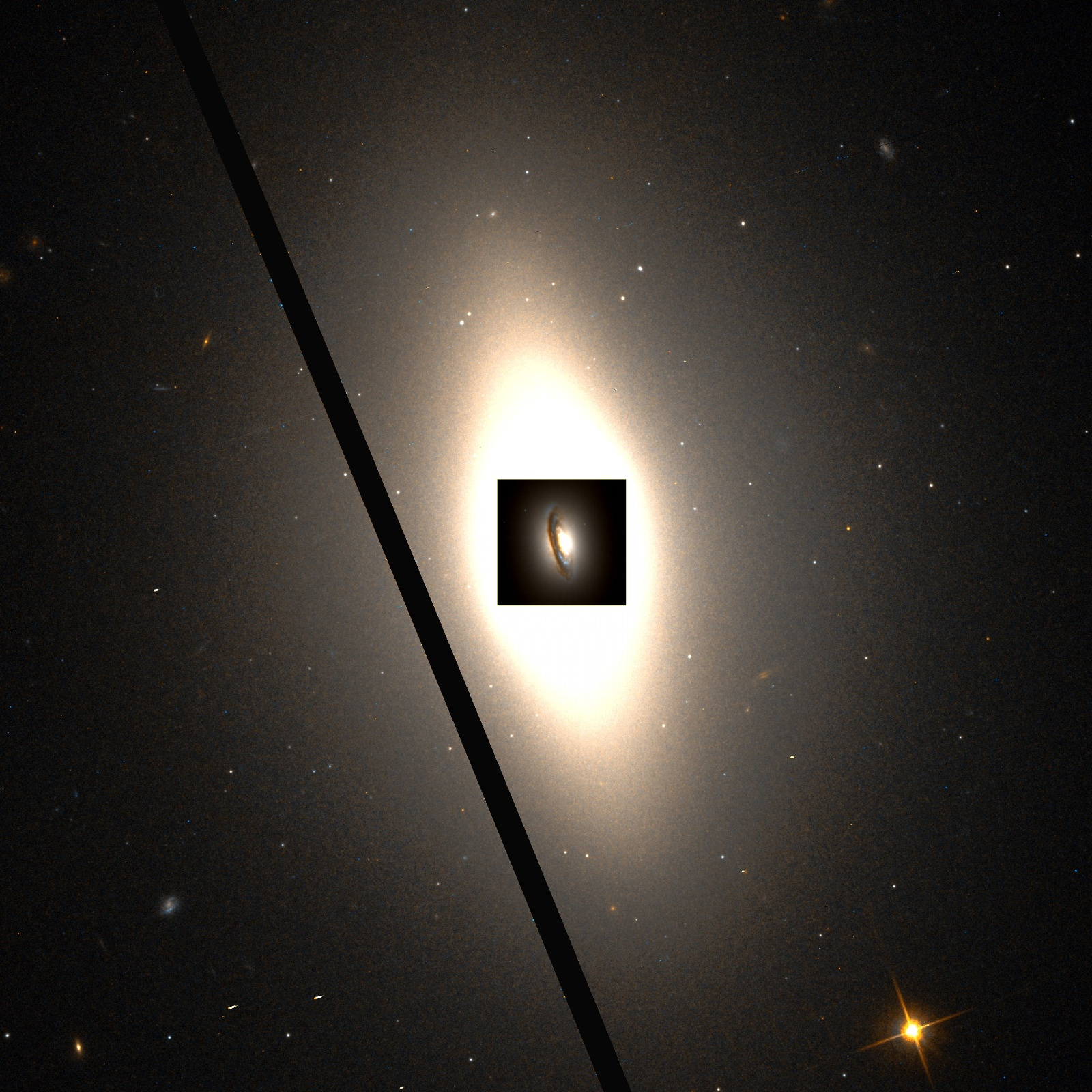
NGC 4435 y el anillo de polvo que rodea su núcleo. Imagen tomada por el Telescopio Espacial Hubble, Campo de visión: 1.8'

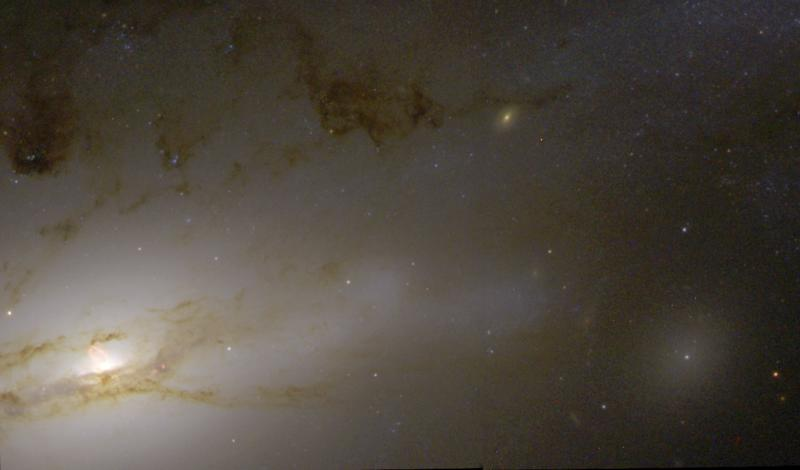
Zona central de la galaxia NGC 4438 observada por el Telescopio Espacial Hubble.